# ジェームズ・ジェローム・ヒル

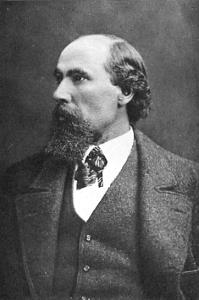
35歳ころのジェームズ・ヒル。1875年以前の撮影。

ジェームズ・ジェローム・ヒル（James Jerome Hill、1838年9月16日 - 1916年5月29日）は、19世紀後半から20世紀初頭にかけて、アメリカ合衆国において鉄道経営を担ったカナダ系アメリカ人である。グレート・ノーザン鉄道（GN）の最高経営責任者（CEO）であり、同鉄道を頂点とした米国北西部に展開した鉄道グループの総帥であった。それらの鉄道がカバーした地域および経済に及ぼした影響から、エンパイア・ビルダー（帝国建設者）と呼ばれた。日本の実業家近藤廉平との繋がりがあった。

## 生涯

### 幼少期から青年期
ヒルは、当時イギリスの植民地であったアッパー・カナダのタウンシップ、ウェリントン郡エラモサ（Eramosa）（現オンタリオ州）に生まれた。幼少時のケガにより、右目を失明していた。9年間の義務教育ののち、ロックウッド・アカデミー（Rockwood Academy）に通ったが、父親が死亡したために退学しなければならなくなった。それまでに、代数学、幾何学、測量、英語を修めていた。後年、彼が英語や数学に才を発揮したのは、こうしたバックボーンによる。
ヒルの職業遍歴は、ケンタッキー州における事務員からはじまった。そこで働く間に簿記を習得し、アメリカに永住することを決意する。ミネソタ州セントポールに移住したのは、18歳のときであった。セントポールでは蒸気船の会社で簿記の仕事に就いた。1860年までに、卸売り業者に転職し、貨物の積み替え、とりわけ鉄道と蒸気船との積み替えに従事した。そこでの仕事を通じ、貨物と輸送について学び、ヒルは独立する。ミシシッピ川が凍結する冬期間には蒸気船が通れないので、輸送の競売に参加し、運送契約を結ぶことに成功した。フォート・スネリングへの燃料用薪の輸送であった。

### 若きビジネスマン
ヒルの輸送および燃料供給の経験から、石炭と蒸気船のビジネスにも参入した。1870年に蒸気船での輸送に参入し、2年後にはノーマン・キットソン（Norman Kittson）とともに地域の輸送を独占した。石炭事業に乗り出したのは1867年で、無煙炭を専売し、1874年までに事業規模を5倍に拡大した。同時に金融にも参入し、有名銀行の取締役となった。この時点でも、彼はまだ自分の前途にあるビジネスチャンスをつかもうとしていた。ときに倒産した企業を買い取り、再興し、売却することで、莫大な利益を得ていた。
こうした初期の成功は、彼の類い希な性質によるものであった。その性質は、事業が世界的なものになるときも発揮された。第一に、彼は猛烈に働き、努力した。ヒルによれば、成功の秘訣は「働くこと、それも激しく働くこと、知的に働くこと、もっと働くこと」と言っている。第二に、ヒルは偏執的に競争が好きであった。強大な敵を打ち負かすことは自尊心を満足させるものであった。第三に、ヒルは優秀なリーダーであった。ヒルはどんな新たな事業でも、そのニュアンスをくみ取ることができた。ヒルの事業戦略はすばらしく、何人であろうとも説得された。これらの三つの性質が、ヒルに急激に強大な権力を持たせることにつながった。彼は仕事の見通しを言い当てた。これらのことは、1877年にヒルが鉄道事業に参入したことに見ることができる。

### ミネソタ州を中心とした鉄道建設の動き
1857年、ミネアポリス・アンド・セント・クラウド鉄道（M&StC）とミネソタ・アンド・パシフィック鉄道（M&P）が設立された。M&StCについては後述する。路線は、セントポールから西へ向かい、ミシシッピ川を渡り、のちに双子都市といわれるようになるミネアポリス（当時はセントポールと州都争いをしており、両都市は反目していた）を経てダコタ準州との境界であるレッド川沿いのブレッケンリッジまでの幹線と、ミシシッピ川手前で分岐し、ミシシッピ川に沿って北上、クロウ・ウイングまでの支線が計画された。
1862年、建設途中に資金繰りが悪化し、M&Pは倒産したが、それは形式的なもので、負債以外をすべて引き継いだセント・ポール・アンド・パシフィック鉄道（StP&P）が新たに設立され、資金を集めて一部開業にこぎつけた。1864年、経営陣の思惑の違いから支線がファースト・ディビジョンという別会社となった。
それとはまったく別に、1864年、ワシントン準州の初代知事であるイザーク・スティーブンス（Isaac Stevens）の政府への働きかけにより、五大湖と太平洋北部とを結ぶノーザン・パシフィック鉄道（NP）の設立特許が下りた。資金集めに難航し、1870年2月に着工。同年7月には、StP&Pの株式の3分の2を取得して、同年末にはファースト・ディビジョンがNPの子会社となる。複雑な金融資本のしがらみから、これら三鉄道は合併はしていない。また、ここまでの流れには、ヒルは関与していない。なお、NPが太平洋岸までの建設を終了したのは1883年である。
前述のように、資金難なのに鉄道建設を進めた結果、1873年恐慌（Panic of 1873）が起こる。多数の鉄道が倒産し、StP&Pも倒産した。NPはかろうじて倒産を免れた。StP&Pは、前述の通り強いしがらみの中にあり、将来的な展望が開けない状況にあったが、この倒産劇は、ヒルにとっては絶好の機会であった。3年間、ヒルはStP&Pを徹底的に調べると、StP&Pは初期投資さえすれば、利益を生み出せる鉄道であるとの結論に達した。ヒルはノーマン・キットソン（Norman Kittson）、ドナルド・スミス（Donald Smith）、ジョージ・スティーブン（George Stephen）、ジョン・スチュワート・ケネディ（John Stewart Kennedy）らと組んだ。彼らは鉄道を購入しただけではなく、線路通行権をNPに安価で提供し、相当な距離の路線の延長も果たした。1879年5月、ヒルら四人はStP&Pを清算、改組し、セント・ポール・ミネアポリス・アンド・マニトバ鉄道（通称マニトバ鉄道、StPM&M）を設立。ヒルの最初の目標は、鉄道の延伸と改良であった。
当時の見立てでは、ヒルは実践的な、細かい点にこだわる経営者であった。ヒルは人々が沿線に住むことを欲し、まず家屋敷を人々に販売したのちに移住させた。彼はロシアから穀物の種子を輸入し、それを農家に販売した。また燃料用の木材も販売した。鉄道をどのルートで通すかを検討するときは、自ら馬に乗り、自身で偵察に行った。彼のマネジメントの元で、マニトバ鉄道は発展した。1880年にはマニトバ鉄道の価値は72万8,000ドルだったものが、1885年には2,500万ドルになった。
彼の試みの一つとして、連邦政府による介入を避けたことがある。もし合衆国政府が鉄道が莫大な利益を生むと見なしたならば、政府は鉄道の運賃引き下げを迫るに違いなかったが、ヒルは鉄道の利益は鉄道への投資へと還元することで回避した。こうした投資は運営コストを増加させた。そしてヒルはマニトバ鉄道の社長となり、路線を拡大する方向に向かう。
拡大するなかで、ミネソタ州最初の鉄道のひとつ、ミネアポリス・アンド・セント・クラウド鉄道（M&StC）を買収する。そして、この小さな鉄道をグレート・ノーザン鉄道と改称した。この小さな鉄道が巨大な鉄道システムとなっていたマニトバ鉄道をリースする形をとり、あたかも、持株会社と運営会社のような関係になった。

### エンパイア・ビルダー（帝国建設者）として

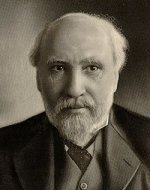
ヒル。1890ころの撮影

1883年から1889年の間に、ヒルはミネソタ州からウィスコンシン州、ノースダコタ州を通ってモンタナ州へと至る路線を建設した。その建設は、「ヒルにインディアンの居住区を通過する鉄道の建設を許可する」という議案への拒否権を大統領が発動するというような困難を乗り越えてのものであった。法はインディアン居住区への鉄道建設を禁じていたが、その法はヒルと同じブルボン民主党の立場に立つクリーブランド大統領により廃止された。
ヒルが鉄道を敷設した時点では周辺に産業がなかったので、これを誘致した。場合によっては企業を買収し、工場を沿線に移設した。1889年までに、ヒルは自分の目標を大陸横断鉄道の建設に定めた。ミネソタ州に鉄道の計画ができた時点では、そこまでの見通しはなかったものである。
「私たちが望むのは、もっとも将来性があり、距離が短く、平坦で、曲線が最小限の鉄道である。多大な経費をかけて景観を維持しつつロッキー山脈を越えるルートを建設することは不可能である」とは、ヒルが語っていた言葉である。1893年1月、グレート・ノーザン鉄道（GN）が完成した。GNは、セントポールからミネソタ州を通り、シアトルを結ぶ1,700マイル（2,735km）の鉄道となり、公的資金の助成や政府による土地の贈与なしで建設された初めての大陸横断鉄道であった（従前の大陸横断鉄道には、政府による鉄道用地の無償供与などの便宜が図られていた）。また、数少ない、倒産しなかった鉄道でもある。
ルートは、競合するノーザン・パシフィック鉄道（NP）のさらに北に敷設された。当時、すでにNPは多数の橋梁、急勾配、トンネル等を駆使して太平洋岸北西部に到達していた。ヒルは自らルートの大部分の選定にあたり、馬に乗って提案されたルートを踏破した。GNのルートの鍵となったのは、それまで地図に記載のなかったマリアス峠（Marias Pass、標高1,588m）をルートに組み込んだことであった。マリアス峠はGNの主任技師であるジョン・フランク・スティーブンス（John Frank Stevens）が1889年12月に発見したもので、ロッキー山脈越えルートとしては、NPのルートに比較して容易なルートであった。

### 1890年代：ザ・ヒル・ラインズ
GNが全通した半年後、1893年恐慌（Panic of 1893）が起こった。ヒルのリーダーシップは、下落基調の経済状態においての資本集約の成功例となった。危機的状況になっても事業を頓挫させないために、ヒルは農家に対して鉄道の輸送運賃を低めに設定し、他の事業では信用販売を展開することで、従業員に賃金を支払うことができた。また、節約も強力に進めており、ある年にヒルは貨物のトンあたりの運送費用を13パーセント引き下げた。これらの手法により、ヒルの鉄道は倒産するどころか企業価値を上げ、1,000万ドルに近くなった。一方、他のほぼすべての大陸横断鉄道は倒産した。このことにより、ヒルは名声と賞賛を得た。
恐慌下でのヒルの成功はまた、従業員の給与カットを繰り返したためである部分も大きかった。ヒルの細かなところまで管理する手法は、やがて鉄道全般のストライキとユージン・V・デブスによる労働組合結成を導いた。ヒルとデブスはピルズベリー創始者であるチャールズ・アルフレッド・ピルズベリーの調停により、従業員の給与を恐慌以前の水準に戻すという合意に至った。

### NPと1901年恐慌
20世紀となった1901年、ヒルはGNとNPの経営を握っていた。NPは1893年恐慌で倒産した際にヒルの友人であったジョン・ピアポント・モルガンの援助もあって獲得した鉄道であった。
ヒルはまた、シカゴ・バーリントン・アンド・クインシー鉄道（CB&Q）の経営権も欲しがった。なぜならば、CB&Qは中西部とシカゴとを結んでいたからである。ヒルにとって不幸なことに、GNとNPにとっての最大の競合相手であるユニオン・パシフィック鉄道（UP）もCB&Qを獲得しようとしていた。両者の経営陣は、GNとNPはヒルとモルガン、UPは社長であるエドワード・ヘンリー・ハリマンとウィリアム・ロックフェラーという陣営であった。
UPのハリマンはCB&Qのトップである「短気な」チャールズ・エリオット・パーキンスと面会した。CB&Qの経営権は、パーキンスによれば1株200ドルで、ハリマンが支払う予定だった金額よりはるかに高額であった。しかし、NPのヒルはその額に同意し、CB&Qは48.5%ずつ、GNとNPに分割された。NPとGNは提携しているため、ヒル陣営にとってとくに問題はない。
これに対して、ハリマンは親会社であるNPごとCB&Qの経営権を得るという画策を開始した。その策略は、モルガンと敵対していた投資銀行であるクーン・ローブ商会と、その頭取にしてかつてモルガンの強い影響下にあった銀行家ジェイコブ・シフともに進められた。
ハリマンは密かに株を買い進めたため、4月から株価は急騰し、NPの重役までもが株を放出した。1901年5月、NP株がさらに急騰。これが1901年恐慌につながってゆく。5月4日、ハリマンはNP株の過半数にあと4千株、というところまでNP株を買い進めており、残る4千株をなんとしてでも買い進めるようにクーン・ローブ商会に命じたが、責任者にしてユダヤ教徒であるシフが寺院の礼拝に出席中であったために注文が実行されずにいた。
同日、NPのヒルがこの動きを察知し、イタリアにバケーションに出かけていたモルガンに対処を尋ねると、価格を問わず15万株を買うようにと回答した。ハリマンは優先株をコントロールすることができたが、ヒルは会社の内規で普通株の株主たちが優先株の発行を拒否することができることを知っていた。
このハリマンとヒルの複雑な株の売り買いが株式市場に混乱を引き起こした。土曜、月曜、火曜でNPの株価は70ドルも上がり、5月7日の終値は143ドル。翌日には200ドルを超えた。この動きに乗った投機筋が近い将来の株価下落を見越しての証券会社や金融会社から株を借り、空売りを始めた。株価の下落後に株を買い戻せば、その差額が利益となるためである。しかし、NP株は高騰し続けた。そのため、株を借りた投機家はその代金を精算せねばならず、そのために他社の株の売却をはじめた。その日のうちに他社の株は暴落した。翌5月8日、NP株は1000ドルを超えた。その一方で、ニューヨーク証券取引所開設以来の大暴落が市場を襲い、それにつられてNP株がついに下落した。この混乱は、モルガンのパートナーであるジョージ・パーキンズとシフ、もう一方の当事者であるハリマンとがともに動き、空売り側が1株150ドルで買い戻すことを許可することで収束に向かった。
これを1901年恐慌という。また、これらの一連の動きをさして、ノーザン・パシフィック・コーナー（ノーザン・パシフィック鉄道株買い占め事件）という。
結果としてヒルとモルガン側が勝利を収めはしたが、翌年、NP、GN、CB&Qの持株会社ノーザン・セキュリティーズ（北部証券会社）を設立した。これにはハリマンやロックフェラーも参加した。しかし、1904年、反トラスト法のひとつであるシャーマン法に抵触するという判決が下った。それまでの流れは、予審法廷では違法判決、巡回裁判所では合法判決、そして最高裁では違法5対合法4、かつ違法とした側の一人は補足意見つきで違法判決、というようなものであった。そうした経緯もあり、判決により解体こそ命令されなかったが、事実上、利益の受け取りを禁止されたため、NPとGNの株を元の所有者に現在の資本比率に応じて返還し、99%減資を行った。これにより、ハリマンの持株比率は以前よりも下がり、ヒルによるNP・GN支配はより強固なものとなった。また、以後この三つの鉄道の協調体制は統合まで続くこととなった。
'Northern Securities Co. v. United Statesを参照'

### その後のヒル・ライン
ヒルは、テキサス州に通じるコロラド・アンド・サザン鉄道とスポケーン・ポートランド・アンド・シアトル鉄道（SP&S）をなんとか獲得しようとしていた。1916年に死亡するまで、ヒルは5,300万ドル（2007年の貨幣価値でいえば25億ドル）の財産をなした。
GNとNPは、都合4回、合併を検討している。1896年、1901年、1927年、そして1955年である。1955年の試みは、1970年3月に合衆国最高裁判所が合併を認めるまで続き、同年にようやく合併を果たし、バーリントン・ノーザン鉄道（BN）が形成された。BNは後にアッチソン・トピカ・アンド・サンタフェ鉄道（ATSF）と合併し、BNSF鉄道となった。

## ヒルの家族
1867年、ヒルはメアリー・テレサ・ミーガン（Mary Theresa Mehegan）と結婚した。メアリーは1846年ニューヨークの生まれであり、ヒルとの間に10人の子供をもうけた。
1. キャサリン（Katherine）：幼少時に死亡
2. メアリー・ヒル・ヒル（Mary Hill Hill）：サミュエル・ヒル婦人。サミュエルはGNの幹部。
3. ジェームス・N・ヒル（James N. Hill）
4. ルイス・W・ヒル（Louis W. Hill）
5. ルース・ヒル・ベアード（Ruth Hill Beard）：アンソン・マクーク・ベアード婦人
6. クララ・ヒル・リンドレー（Clara Hill Lindley）：E・C・リンドレー婦人。リンドレーはGNの副社長、法務担当担当、取締役。
7. シャーロット・ヒル・スレード（Charlotte Hill Slade）：ジョージ・T・スレード婦人。スレードはGN幹部、ルイスのイェール大学同級生。
8. レイチェル・ヒル・ボークマン（Rachel Hill Boeckmann）：イギル・ボークマン婦人
9. ガートルード・ヒル・ゲイブン（Gertrude Hill Gavin）：マイケル・ゲイブン婦人
10. ウォルター・ジェローム・ヒル（Walter Jerome Hill）

ニューヨーク・タイムズに掲載されたヒルの死亡記事によれば、ヒルはセントポールの自宅にて1916年5月29日に死亡した。77歳であった。
ヒルの妻メアリーは1922年に死亡し、ミネソタ州ノース・オークの湖のそばに、ヒルと並んで埋葬された。後日、墓が荒らされることを避けるために、ふたりの墓はセントポールのレザレクション墓地に改葬された。

## 芸術への興味
ヒルは美術品の熱心なコレクターであるとともに、後援者でもあった。ニューヨーク・タイムズの死亡記事によれば、ヒルは形状や色に関して鋭い芸術的センスと良質の嗜好を持っており、ヒルの美術品や宝石のコレクションはその地方随一のものであったという。
ヒルのコレクションの大部分はミネアポリス美術館に陳列されている。その大部分は相続人より寄贈されたものである。

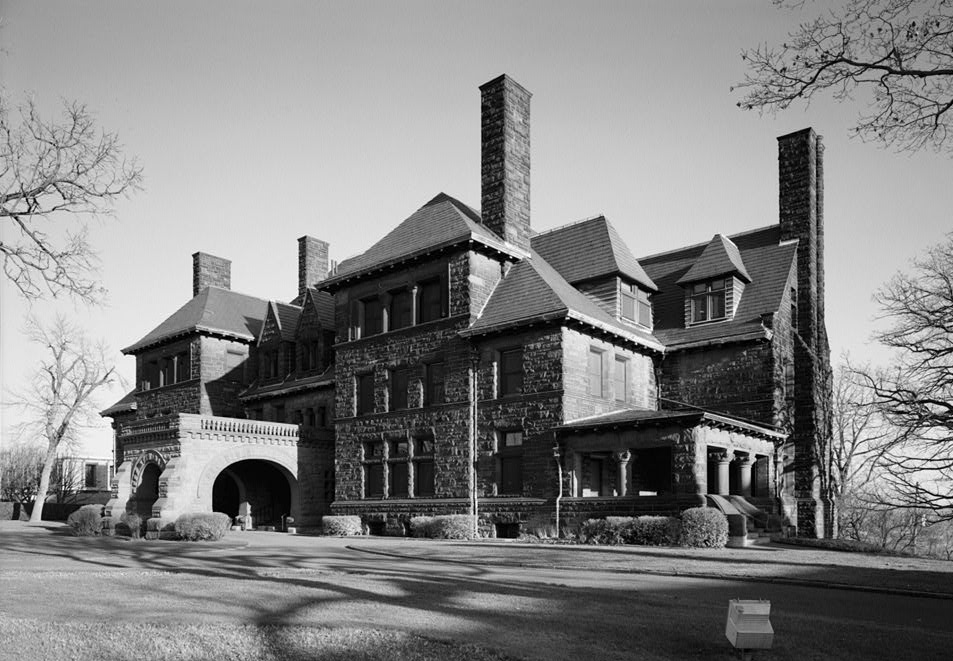
ジェームズ・ヒル・ハウス

1891年、建築に3年を要してヒルの邸宅がセントポールのサミット通りに完成した。400人を超える人数がこの邸宅建築に従事した。建築費は93万ドルであり、建物の大きさは3万6,000立方フィート（1019立方メートル）。セントポール最大の建物であった。ヒルの仕事の性質上、ヒルは設計や建築施工を自身で監督し、その途中で建築家を雇ったり、解雇したりした。邸宅は、電気や機械を使用したごく初期のもので、現代建築を先取りしたものであった。妻の亡き後、邸宅はセントポールのローマカトリック司教に寄付され、のち1978年にミネソタ史学会に譲渡された。今日では、博物館および展示館として使用されている。サミット通りの邸宅が完成した後、ヒルは1878年に建てた古い家を取り壊した。

## 政治的・宗教的信条、貢献

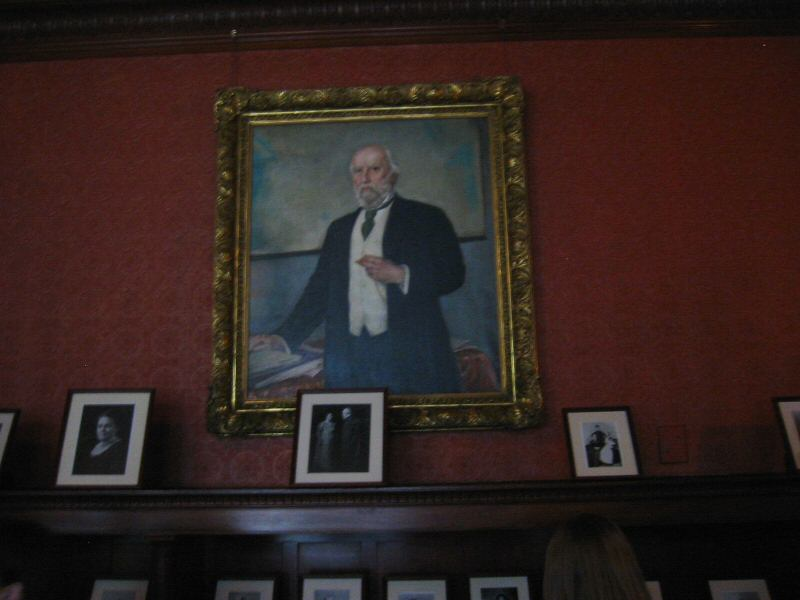
ジェームズ・ヒル・ハウス内に飾られているヒルの肖像。

政治的には、ヒルは銀行や鉄道が後援するブルボン民主党であった。しかし、1893年恐慌を経て民主党はポピュリストの指導者にして銀行や鉄道への批判者であったウィリアム・ジェニングス・ブライアンが君臨し、大統領候補にもなっていたために、ヒルは大統領選においては共和党のウィリアム・マッキンリー（1896年、1900年）、セオドア・ルーズベルト（1904年）、ウィリアム・タフト（1908年、1912年）の支援者となった。
ヒルは自由貿易主義に立ち、カナダとの自由貿易を主張する数少ない一人であった。セントポールの図書館と、隣接するヒル・ビジネス・ライブラリーのビルは、どちらもヒルが資金を提供したものである。また、非常に多くの学校に寄付をしており、セントポール神学校（Saint Paul Seminary School of Divinity）の設立にあたって多額の出資をしている。セントポール大聖堂（Cathedral of Saint Paul in Saint Paul）にも寄付している。ヒルはプロテスタントであり、一方、妻のメアリーは敬虔なカトリックであったが、そのメアリーもこれらの施設に多額の献金をしている。
プロテスタントではあったが、ヒルはセントポールのカトリック教会との深い関係を続けた。ヒルの邸宅は大聖堂に隣接しており、妻がカトリックだったため、教区が設定されていた。ヒル家は大司教、ジョン・アイルランド（John Ireland）との緊密な関係を続け、ヒルはセントポール神学校、マカレスター大学、ハムライン大学、セント・トーマス大学、カールトン大学などの教育機関、宗教組織等への主要な貢献者となった。
また、ヒルは熱心な環境保護論者で、セオドア・ルーズベルトに自然保護のための州知事会議に招聘された。のちには土地委員会にも任じられた。

## 業績、社会的貢献
ヒルは、彼の鉄道の運営を軌道に乗せるために、ヨーロッパ在住の人々に対し、沿線への移民を奨励した。ロシアやスカンディナヴィアの人々には、ヨーロッパまでの交通費を支給した。移民と鉄道収入増大の促進のために、ヒルはロシアの小麦をダコタの土壌と気候に適応させる実験を重ねた。そのために、ミネソタ州ノース・オークに実験農場を作った。
1887年、GNの本社がセントポールに建設された。その設計はヒルのサミット通りの自宅を建てたジェームス・ブロディーであった。このビルは2000年から2004年にかけて改装され、53ユニットのコンドミニアムとなった。1871年のシカゴ大火に鑑みて、ヒルはこの本社ビルの天井は煉瓦とレールを使用した樽型ヴォールトになっており、それらは数インチの砂の層を支えていた。この処置により、万が一火災が発生しても砂が延焼を遅らせるか、あるいは消火するようになっていた。
1914年から1916年にかけて、ヒルは新たな本社ビルを設計、建設した。これはのちのグレート・ノーザン本社ビルとなり、GN、NP、そしてヒルの銀行事業が入居した。この14階建てのビルの建設には1,400万ドルかかり、フォシェイ・タワー（Foshay Tower）が1929年にできるまで、双子都市（ミネアポリスとセントポール）でもっとも高さのある建物であった。

ヒルの相続人は、セントポールにジェームス・J・ヒル・レファレンス・ライブラリー（James J. Hill Reference Library）を設立した。これは連邦中小企業庁（Small Business Administration、SBA）が特に優れた資料であるとして、多くのSBAのプログラムがヒル・ライブラリーの「ヒルサーチ・サービス」（http://www.hillsearch.org）に依拠しているほどである。ヒル・ライブラリーは膨大なオンライン・プログラムを開発し、100万を超える世界中の中小企業オーナーに資料を提供している（http://www.jjhill.org/research）。

## アメリカを助けたヒル
連合国は、第一次世界大戦で最初の大打撃を受けた後、軍事態勢を維持するための資金不足に陥った。1915年、モルガンは5億ドルのアングロ・フレンチ融資を仲介し、それによって連合国軍は糧秣や物資を購入することができ、アメリカは軍事特需より前年の恐慌から脱することができた。

## 資源開発
ヒルはアイアン・レンジ（メサビ鉄山を含むミネソタ州の鉄鉱石の一大産出地）の開発にもかんでいる。さらに、1911年から1912年の間にはブラジルの資源に目をつけ、ブラジル鉄鉱石会社の設立のためにベアリングス銀行のガスパード・フェアラー（Gaspard Farrer）に接近している。

## ヒルにちなむもの
ノースダコタ州ヒルズボロ、モンタナ州ヒル郡、ワシントン州ヒル・ヤードなどは、ヒルにちなんだ名称である。
また、有名な列車名にもヒルにちなみものがある。1929年から走り続けているエンパイア・ビルダーがそれで、GNのこの旗艦列車はヒルの愛称にちなんで名付けた。この列車はアムトラックになっても走り続けている。